# Камбар (Павлодарская область)
Камбар (каз. Қамбар) — упразднённое село в Актогайском районе Павлодарской области Казахстана. Входило в состав Приреченского сельского округа. Код КАТО — 553253300. Исключено из учётных данных в 2017 г.

## История
В 1993 году вновь образованному населённому пункту при комплексной бригаде совхоза имени Жданова Приреченского сельсовета присвоено название село Камбар.

## Население
В 1999 году население села составляло 120 человек (60 мужчин и 60 женщин). По данным переписи 2009 года, в селе проживали 22 человека (13 мужчин и 9 женщин).